# Polifemo (argonauta)
Polifemo, filho de Elatus e Hippea, filha de Antippus, foi um dos argonautas, natural de Larissa, cidade da Tessália. Ele era coxo de um pé. Ajudou Héracles a procurar Hilas em Mísia. A busca demorou muito tempo, e o navio Argo partiu sem eles.